# Constantin Dinu

a Compétitions nationales et continentales officielles uniquement.

b Matchs officiels uniquement.
Constantin Dinu, né le 29 avril 1945 à Bucarest et mort le 14 décembre 2022, est un joueur international roumain et entraîneur de rugby à XV.

## Palmarès

### En club

#### Avec le Grivița Roșie
- Champion de Roumanie (2): 1966, 1967
- Vainqueur de la Coupe de Roumanie : 1982

### En sélection

#### Avec la Roumanie
- Vainqueur de la Coupe européenne des nations : 1969
- Vainqueur de la Trophée européen FIRA (4): 1975, 1977, 1981, 1983